# تولید برنج در میانمار

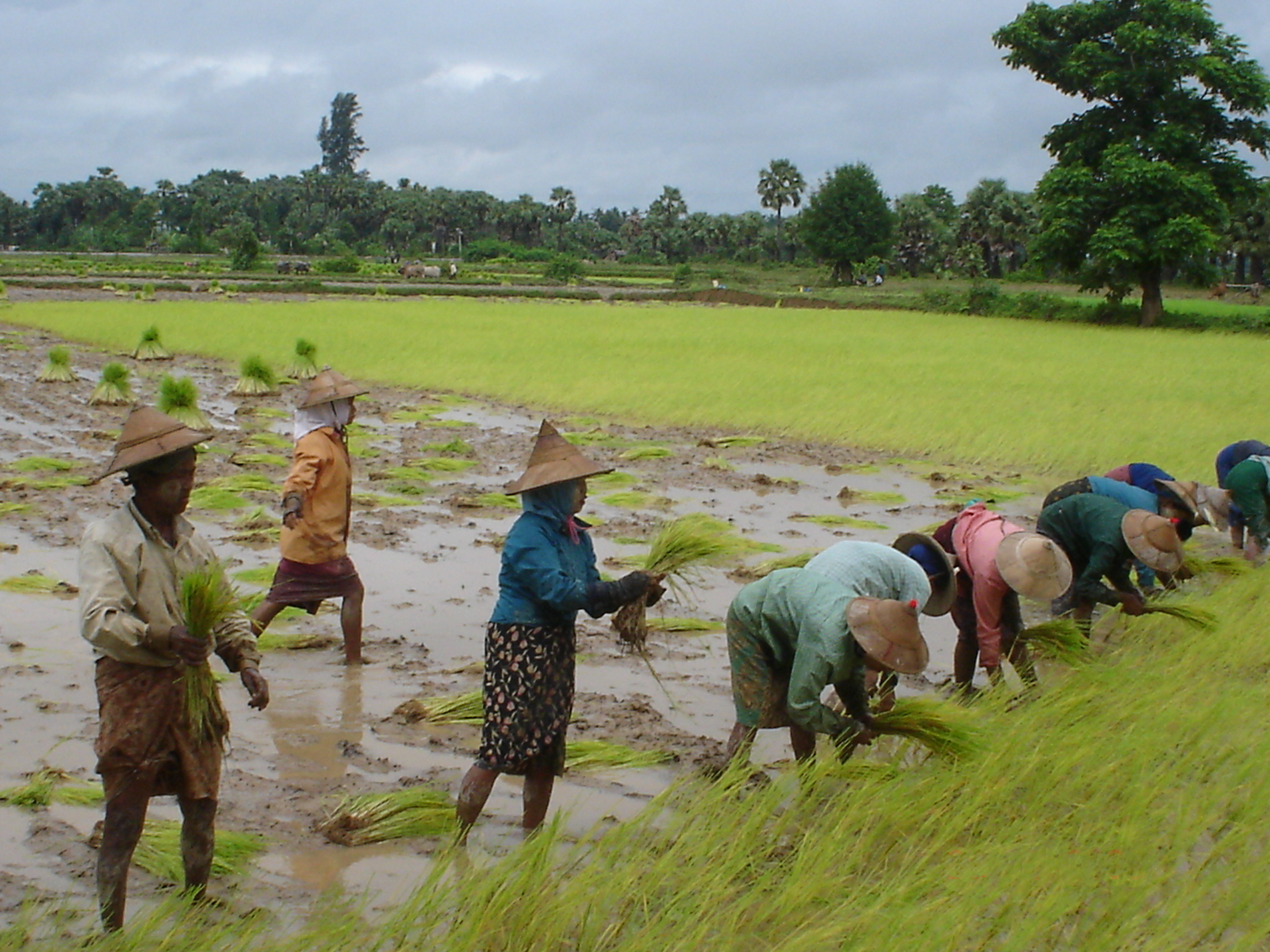
مزارع برنج در میانمار، سال ۲۰۰۶

تولید برنج در میانمار تقریباً ۴۳ درصد از کل تولید محصولات کشاورزی این کشور را تشکیل می‌دهد و این کشور را به هفتمین تولیدکننده بزرگ برنج در جهان تبدیل کرده است. از ۶۷٫۶ میلیون هکتار زمین، ۱۲٫۸ میلیون هکتار برای کشت استفاده می‌شود. تنها در سال ۲۰۱۹، میانمار ۱۳٬۳۰۰ میلیون تن برنج سفید (milled rice) تولید کرد.
در طول تاریخ، میانمار به دلیل آب و هوای مناسب برای شالیزارهای برنج و مداخله دولت در قالب سیاست‌های کشاورزی، خود را به عنوان یک کشور بزرگ تولیدکننده و صادرکننده برنج تثبیت کرده است. تولید با استفاده از روش‌های سنتی کشت، به ویژه در فصل بارندگی‌های موسمی انجام می‌شود که منجر به بسط انواع مختلف برنج شده است. سیاست‌های اقتصادی جهانی در سال‌های اخیر منجر به افزایش همکاری‌های بین‌المللی با سازمان‌های مردم‌نهاد و سایر سازمان‌ها شده است که کمک‌های مالی و فناوری در دسترس کشاورزان برنج قرار داده‌اند.